# If もしも
『if もしも』（イフ もしも）は、フジテレビ系列（制作：フジテレビ・共同テレビ・にっかつ撮影所）で、1993年4月22日から同年9月16日まで、毎週木曜日 20:00 - 20:54（JST）に半年間放送されていたオムニバステレビドラマ。『世にも奇妙な物語』同様にタモリがストーリーテラーを担当し、ステレオ放送、文字多重放送が実施されていた。

## 概要
同局のオムニバステレビドラマ『世にも奇妙な物語』のレギュラー放送終了を受けて制作された、オムニバスドラマ。一話ごとに分岐点が存在し、そこから枝分かれした2通りのストーリーをそれぞれ描くという異色作。
『奇妙な出来事』の後番組として考えられていた企画が基となっており、事実上『奇妙-』シリーズのスピンオフと見なされている。
ストーリーテラーには『世にも奇妙な物語』に続いてタモリが起用され、スタッフの大半も引き続き関わっている。同番組に見られたような過激な演出は抑えられ、作風はライトである。
オープニングでは、「番組概要」をベースにした以下の文章が流れる。

## ストーリーテラー（語り手）
タモリ
前番組『世にも奇妙な物語』からの続投。本番組では、主人公を「運命の分岐点」へ誘う「案内人」のような役割を担っている。
異なる点は、前番組ではスーツにネクタイ姿、回によってはタキシードに蝶ネクタイ姿の服装だったが、本番組では全放送回を通してネクタイなしのスーツ姿で物語を進行しており、語り部の部分も屋外やスタジオではなく、全編とも冒頭に出てくる「分岐点」にて物語が語られるという点である。

## 物語構成
ストーリーの途中で2つの選択肢「A」と「B」が発生。それぞれを選択し、その結果変化していく2つの物語を順番に、場合によっては交互に描く。
「A」がバッドエンド、「B」がハッピーエンドという構成が基本となるが、放送後期には両方ハッピーエンドやバッドエンドに至るケースも増えている。

## サブタイトル・各回出演者
1. 結婚するなら金持ちの女かなじみの女か（1993年4月22日）：制作・共同テレビ
脚本：戸田山雅司、演出：星護
出演：保阪尚輝、白島靖代、鶴田真由、豊原功補
2. 彼女がすわるのは左のイスか右のイスか（1993年5月6日）：制作・にっかつ撮影所
脚本：武上純希、監督：田中経一
出演：斉藤由貴、峰岸徹、西村和彦、生田智子、大方斐紗子、仲谷昇、牧原俊幸
3. あるフェミニスト課長の秘書選び 美人かブスか（1993年5月13日）：制作・共同テレビ
脚本：蒔田光治、演出：落合正幸
出演：草刈正雄、武田久美子、山下容莉枝、佐戸井けん太、越智静香、斉藤暁、植田あつき
4. イジメっ子と親友・どちらの同窓会に行くべきか（1993年5月20日）：制作・にっかつ撮影所
脚本：野依美幸、監督：堤ユキヒコ
出演：細川俊之、渡辺哲、矢崎滋、松金よね子、青木秋美（現：遠野なぎこ）、山崎一、三宅弘城
5. セールスマンの大災難 不幸を呼ぶのは右手か左手か（1993年5月27日）：制作・共同テレビ
脚本：戸田山雅司、演出：土方政人
出演：薬丸裕英、石田太郎、白竜、仲本工事、西田健、平泉成、嶋田久作、織本順吉
6. 噂好きの団地・引越のあいさつは安物か高級品か（1993年6月10日）：制作・にっかつ撮影所
脚本：蒔田光治、監督：金澤克次
出演：国生さゆり、宮川一朗太、岡本麗、北村総一朗、山村美智子、ピンクの電話
7. 完全犯罪 双子の美人姉妹 生き残ったのは姉か妹か（1993年6月17日）：制作・共同テレビ
脚本：中村功一、演出：星護
出演：高樹沙耶、寺脇康文、長門裕之、天現寺竜、段田安則、河原崎建三、神保悟志
8. この夏、あなたにピッタリの髪型は？ロングかショートか（1993年7月1日）：制作・にっかつ撮影所
脚本：野依美幸、監督：田中経一
出演：内田有紀、筧利夫、宮下直紀、松澤一之、相川恵里、あいざわかおり
9. 「別れましょう」か「結婚しましょう」か（1993年7月8日）：制作・共同テレビ
脚本：高山直也、演出：落合正幸
出演：別所哲也、原田貴和子、川津祐介
10. 結婚して子どもを生みますか？就職して出世をめざしますか？（1993年7月15日）：制作・にっかつ撮影所
脚本：藤井裕理子、監督：金澤克次
出演：斉藤慶子、鶴見辰吾、ベンガル、あめくみちこ
11. 神がくれる幸運、分割でもらうか、一括でもらうか（1993年7月22日）：制作・共同テレビ
脚本：戸田山雅司、演出：土方政人
出演：渡辺徹、岡田眞澄、今井雅之
12. 緊急事態！飛行機で行くか？新幹線で行くか？（1993年8月5日）：制作・にっかつ撮影所
脚本：武上純希、監督：辻野正人
出演：神田正輝、相楽晴子、上田耕一、田口浩正、高橋里華
13. 花を愛するか、宝石に生きるか（1993年8月12日）：制作・共同テレビ
脚本：君塚良一、演出：落合正幸
出演：佐野史郎、増田恵子、小野寺昭、森口瑤子
14. 両親が離婚したらパパをとるか？ママをとるか？（1993年8月19日）：制作・にっかつ撮影所
脚本：藤井裕理子、監督：金澤克次
出演：井上孝幸、山下真司、石野真子
15. 誘拐するなら男の子か女の子か（1993年8月26日放送予定、未放送）：制作・共同テレビ
脚本：楠本浩美、演出：本広克行
出演：渡辺裕之、勝俣州和、今村雅美、小野みゆき
16. 打ち上げ花火、下から見るか? 横から見るか?（1993年8月26日）：制作・共同テレビ
脚本・演出：岩井俊二
出演：山崎裕太、奥菜恵、反田孝幸、麻木久仁子、蛭子能収、ランディ・ヘブンス、小橋賢児、桜木研仁、山崎一、深浦加奈子、田口トモロヲ、石井苗子、酒井敏也、中島陽子
17. 人生ゲーム 残された2通の遺言状（1993年9月2日）：制作・共同テレビ
脚本：中谷まゆみ、演出：土方政人
出演：大原麗子、長谷川初範、三橋達也、真実一路
18. もう一度生まれ変わるとすれば25歳か18歳か（1993年9月16日）：制作・にっかつ撮影所
脚本：武上純希、監督：辻野正人
出演：黒木瞳、三浦浩一、羽場裕一、深浦加奈子、斉藤暁

## スタッフ
- 企画：小牧次郎、石原隆
- 音楽：蓜島邦明

### 共同テレビ
- 撮影：川村明弘
- 照明：南方博
- 映像：植木康弘
- 音声：北村達郎
- 音響効果：尾形香
- 選曲：小堀博孝
- オフライン：井上博信
- ライン編集：飯塚守
- 美術進行：藤野栄治
- 装飾：中村俊介
- 持道具：清家正文
- メイク：マニエス
- 衣裳：小平理恵
- ファッションディレクター：木下勝之
- スタイリスト：小山恵理
- 衣裳コーディネイト：STAFF DEUX
- CG：桃園隆夫
- タイトル：岩崎光明
- スチール：笠井新也
- 広報：上野陽一
- 美術協力：EPOS
- アクション：宮辺勝彦（拳優会）
- 協力：バスク、フジアール、ジャンプ
- 制作担当：服部一貴
- 制作主任：遠藤聖一、真野清文
- 制作進行：横沢淳
- 演出補：小幡直正
- 記録：鈴木公美子
- 演出助手：島田明生、保坂克己
- 技術制作：石井勝浩
- 美術制作：板村一彦
- プロデュース補：鈴木伸太郎
- 演出：土方政人
- プロデュース：黒田徹也
- 制作：フジテレビ、共同テレビ

### にっかつ撮影所
- 撮影：小川洋一
- 照明：鳥越正夫
- 録音：細井正次
- VE：室田晃司
- 助監督：北川敬一
- 美術：柳川和央
- 記録：奥平綾子
- 製作担当：秋枝正幸
- 装飾：小泉武久
- 衣裳：宮越久美子（東京衣裳）
- メイク：轟和美（ヒーローズ）
- スチール：目黒祐司
- 音楽：武内享
- 選曲：志田博英
- 効果：小川広美
- MA：増田仁
- VTR編集：吉永貴
- 製作調整：遠藤肇、中村聡
- CG：桃園隆夫
- タイトル：岩崎光明
- 広報：上野陽一
- 技術：梶原直幸
- 技術協力：日本VTR映像、マジック指導、渚晴彦（渚マジックップロジェクト）
- VTR：東海林敏之
- 製作主任：田中敏雄
- 製作進行：川上竜生
- 照明助手：林信一、深川寿幸、森川知、永田英則
- 録音助手：横野一氏、工星野裕雄
- 美術助手：五十苅知子
- 装飾助手：数井信子、大野利秋
- プロデュース補：補清家貴代
- プロデュース：両沢和幸、井浪達也
- 監督：堤ユキヒコ
- 制作：フジテレビ、にっかつ撮影所

## 備考
- 岩井俊二が監督を務めた「打ち上げ花火、下から見るか? 横から見るか?」は日本映画監督協会新人賞を獲得し、1995年にはタモリの登場シーンをカットするなどの再構成を経て劇場公開された。また、この回は本来は「誘拐するなら男の子か女の子か」が放送される予定だったが、直前に発生した甲府信金OL誘拐殺人事件の影響から中止となったことに伴い、「打ち上げ花火〜」が当初の放送予定より1週間繰り上げて放送され、「誘拐するなら〜」はその後も放送されることはなくお蔵入りとなった[1]。
- 再放送の際には、『世にも奇妙な物語』と同様に一部のエピソードのみの放送となっている。

## 遅れ放送のネット局と放送時間
- 高知県
  - 本放送当時は高知さんさんテレビの開局前であるため、テレビ高知で土曜日深夜に遅れネットされた。
- 青森県
  - 青森放送が平日夕方に放送していた。
- 山形県
  - 山形テレビのテレビ朝日系列ネットチェンジ後のため、未放送。
- 大分県
  - 日本テレビ系列・フジテレビ系列クロスネットのテレビ大分が放送したものの、当時の同時間は日本テレビの『木曜スペシャル』をネットしていたため、2年遅れの平日昼間に放送された。

## 関連商品

### 書籍
- if もしも サウンドラビリンス - サウンドトラックならびにサウンドドラマを収録。
- if もしも（コミック版） ISBN 978-4-8470-3090-1
  - 運命の分岐点
  - 赤い靴
  - フェミニスト
  - 同窓会
- if もしも（小説版） ISBN 4-594-01198-5
  - 運命の分岐点
  - フェミニスト
  - 赤い靴

### 映像ソフト化
- 打ち上げ花火、下から見るか? 横から見るか?
  - VHS
  - LD
  - DVD
  - Blu-ray disc